# Aliança Satcho

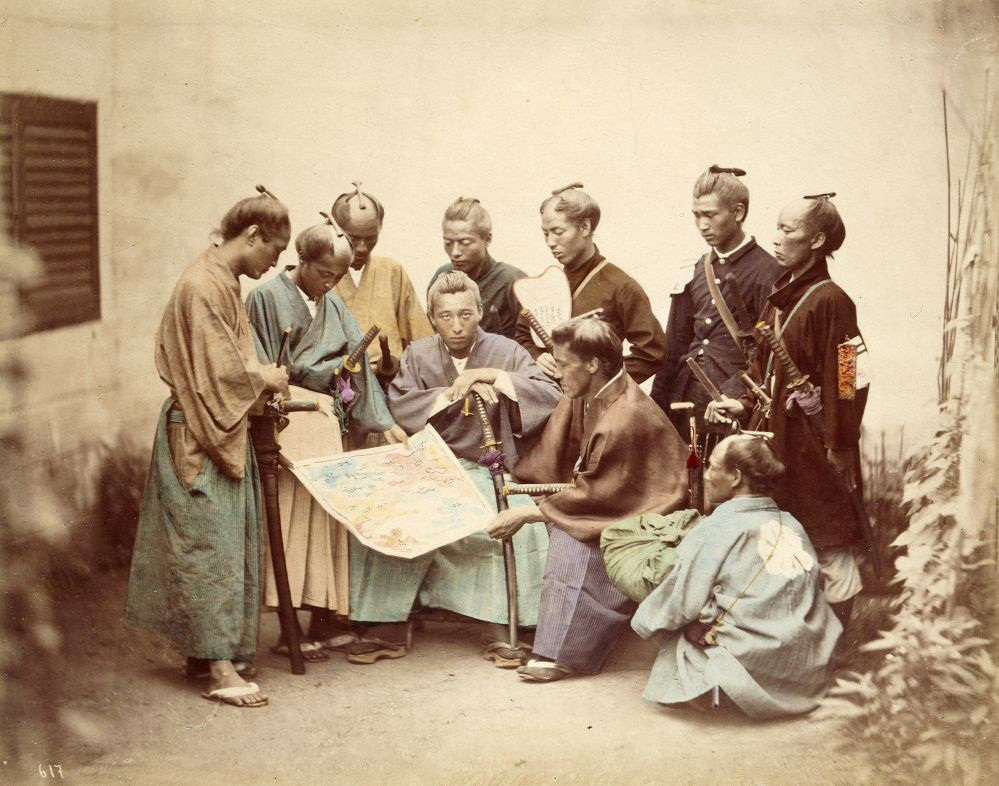
Samurais do clã Satsuma, membros da Aliança Satchō, lutando do lado imperial durante o período da Guerra Boshin. Fotografado por Felice Beato.

A aliança Satsuma-Chōshū (薩摩長州同盟, Satsuma-Chōshū dōmei), ou aliança Satchō, foi uma aliança militar entre os domínios feudais de Satsuma e Chōshū formada em 1866 a fim de combinar seus esforços para derrubar o Xogunato Tokugawa, do Japão.

## Etimologia
O nome Satchō (薩長) é uma abreviação que combina os nomes das províncias de Satsuma (atual província de Kagoshima) e Chōshū (atual pronvíncia de Yamaguchi), dois dos mais fortes domínios tozama anti-Tokugawa do período Edo no Japão.

## Acontecimentos
Na década de 1860, Satsuma tendia a tomar uma posição moderada em relação a manutenção do status quo, enquanto Chōshū havia se tornado o centro de um levante que almejava a derruba do governo. Através da mediação de Sakamoto Ryoma do domínio de Tosa (atual província de Kochi), os líderes militares de Satsuma Saigō Takamori e Okubo Toshimichi foram juntados com Katsura Kogorō (Kido Takayoshi), de Chōshū. Embora os dois domínios fossem tradicionalmente inimigos históricos, seus líderes concordaram que aquela era a hora certa de uma mudança e concordaram, em princípio, a se auxiliarem um ao outro caso fossem atacados por um terceiro. Além disso, Chōshū necessitava desesperadamente de armas mais modernas, mas tinha contatos muito limitados com as potências ocidentais. Satsuma, por outro lado, desenvolveu um comércio de armas substancial com a Grã-Bretanha através de Thomas Glover, um mercador escocês afiliado à companhia Jardine Matheson. Por sugestão de Sakamoto, Saigo ajudou a arrumar um acordo para fornecer a Chōshū armas que seriam necessárias para lutar contra o Xogunato Tokugawa.
Apesar desse auxílio, ainda havia uma considerável desconfiança entre os dois domínios. Em 22 de janeiro de 1866, o Xogunato exigiu a reforma e o confinamento do daimyo de Chōshū, Mori Takachika, e a redução das receitas do domínio em 100 mil kokus. Este ato enfureceu a liderança de Chōshū e levou a um acordo formal de seis pontos com Satsuma. O alcance do acordo era bastante limitado. Satsuma concordava em ajudar Chōshū a obter um perdão do Imperador Komei. Se essa tentativa falhasse e o Xogunato atacasse, Satsuma enviaria 2 mil soldados para Kyoto; entretanto, Satsuma entraria em combate contra o Xogunato apenas se os domínios de Kuwana, Aizu ou a guarda pessoal de Tokugawa Yoshinobu tentassem bloquear o acesso de Satsuma ao imperador.
A aliança foi crucial ao possibilitar a Chōshū resistir a uma expedição punitiva organizada pelo Xogunato Tokugawa no verão de 1866, que levou a uma derrota surpreendente para o exército de Tokugawa. Durante a subsequente Guerra Boshin de 1867-1868, os exércitos imperiais, que finalmente derrubaram as tropas imperiais, eram formadas principalmente de samurais da aliança Satchō. Com o estabelecimento da Restauração Meiji, homens desses dois domínios dominaram o novo governo Meiji no século XX.